# Joachim Brzoska
Joachim Brzoska z Rzewnia herbu Nowina – podczaszy nurski w 1632 roku.
Żonaty z Zofią ze Strzepińskich, miał synów: Stanisława i Waleriana.
Był członkiem konfederacji generalnej zawiązanej 16 lipca 1632 roku. Poseł na sejm konwokacyjny 1632 roku z ziemi różańskiej. Elektor Władysława IV Wazy z ziemi nurskiej w 1632 roku.